# Brett Holman
Brett Trevor Holman (n. 27 martie 1984, City of Canterbury-Bankstown⁠(d), Noul Wales de Sud, Australia) este un fotbalist australian, care joacă la clubul Al Nasr. Brett Holman a jucat la echipa națională de fotbal a Australiei 63 de meciuri marcând 9 goluri.

## Statistici carieră
| Club                 | Sezon            | Divizia          | Campionat | Campionat | Campionat | Cupă    | Cupă   | Cupă     | Europa  | Europa | Europa   | Total   | Total  | Total    |
| Club                 | Sezon            | Divizia          | Meciuri   | Goluri    | Asisturi  | Meciuri | Goluri | Asisturi | Meciuri | Goluri | Asisturi | Meciuri | Goluri | Asisturi |
| -------------------- | ---------------- | ---------------- | --------- | --------- | --------- | ------- | ------ | -------- | ------- | ------ | -------- | ------- | ------ | -------- |
| Parramatta Power     | 2000–01          | NSL              | 1         | 0         | 0         | 0       | 0      | 0        | 0       | 0      | 0        | 1       | 0      | 0        |
| Parramatta Power     | 2001–02          | NSL              | 12        | 5         | 2         | 0       | 0      | 0        | 0       | 0      | 0        | 12      | 5      | 2        |
| Parramatta Power     | Parramatta total | Parramatta total | 13        | 5         | 2         | 0       | 0      | 0        | 0       | 0      | 0        | 13      | 5      | 2        |
| SBV Excelsior (loan) | 2002–03          | Eredivisie       | 30        | 6         | 4         | 2       | 0      | 0        | 0       | 0      | 0        | 32      | 6      | 4        |
| SBV Excelsior (loan) | 2003–04          | Eredivisie       | 34        | 6         | 3         | 1       | 1      | 0        | 0       | 0      | 0        | 35      | 7      | 3        |
| SBV Excelsior (loan) | 2004–05          | Eerste Divisie   | 33        | 13        | 7         | 2       | 1      | 0        | 0       | 0      | 0        | 35      | 14     | 7        |
| SBV Excelsior (loan) | 2005–06          | Eerste Divisie   | 37        | 14        | 9         | 3       | 1      | 1        | 0       | 0      | 0        | 40      | 15     | 10       |
| SBV Excelsior (loan) | Excelsior total  | Excelsior total  | 134       | 39        | 23        | 8       | 3      | 1        | 0       | 0      | 0        | 142     | 42     | 24       |
| NEC Nijmegen         | 2006–07          | Eredivisie       | 32        | 7         | 4         | 0       | 0      | 0        | 0       | 0      | 0        | 32      | 7      | 4        |
| NEC Nijmegen         | 2007–08          | Eredivisie       | 27        | 6         | 2         | 2       | 2      | 0        | 0       | 0      | 0        | 29      | 8      | 2        |
| NEC Nijmegen         | NEC total        | NEC total        | 59        | 13        | 6         | 2       | 2      | 0        | 0       | 0      | 0        | 61      | 15     | 6        |
| AZ Alkmaar           | 2008–09          | Eredivisie       | 16        | 1         | 2         | 2       | 0      | 1        | 0       | 0      | 0        | 18      | 1      | 3        |
| AZ Alkmaar           | 2009–10          | Eredivisie       | 24        | 5         | 1         | 2       | 1      | 0        | 6       | 0      | 2        | 32      | 6      | 3        |
| AZ Alkmaar           | 2010–11          | Eredivisie       | 26        | 4         | 6         | 2       | 0      | 0        | 8       | 2      | 3        | 36      | 6      | 9        |
| AZ Alkmaar           | 2011–12          | Eredivisie       | 25        | 4         | 10        | 4       | 0      | 1        | 13      | 3      | 4        | 42      | 7      | 15       |
| AZ Alkmaar           | AZ total         | AZ total         | 91        | 14        | 19        | 10      | 1      | 2        | 27      | 5      | 9        | 128     | 20     | 30       |
| Aston Villa          | 2012–13          | Premier League   | 27        | 1         | 3         | 2       | 1      | 1        | 0       | 0      | 0        | 29      | 2      | 4        |
| Aston Villa          | Villa total      | Villa total      | 27        | 1         | 3         | 2       | 1      | 1        | 0       | 0      | 0        | 29      | 2      | 4        |
| Total carieră        | Total carieră    | Total carieră    | 324       | 72        | 51        | 22      | 7      | 4        | 27      | 5      | 9        | 373     | 84     | 64       |

## Goluri internaționale
| # | Dată           | Stadion                                             | Adversar      | Scor | Rezultat | Competiție                         |
| - | -------------- | --------------------------------------------------- | ------------- | ---- | -------- | ---------------------------------- |
| 1 | 24 martie 2007 | Stadionul Olimpic din Guangdong, Guangzhou, China   | China         | 0–1  | 0–2      | Meci amical                        |
| 2 | 24 mai 2010    | Melbourne Cricket Ground, Melbourne, Australia      | Noua Zeelandă | 2–1  | 2–1      | Meci amical                        |
| 3 | 19 iunie 2010  | Stadionul Royal Bafokeng, Rustenburg, Africa de Sud | Ghana         | 1–0  | 1–1      | Campionatul Mondial de Fotbal 2010 |
| 4 | 23 iunie 2010  | Stadionul Mbombela, Nelspruit, Africa de Sud        | Serbia        | 2–0  | 2–1      | Campionatul Mondial de Fotbal 2010 |

## Palmares
AZ
- Eredivisie (1): 2008–09
- Johan Cruijff Shield (1): 2009